# Liste der Naturdenkmale in Durmersheim
| Naturdenkmale | Anzahl |
| ------------- | ------ |
| FND           | 1      |
| END           | 0      |
| Gesamt        | 1      |

Die Liste der Naturdenkmale in Durmersheim nennt die verordneten Naturdenkmale (ND) der im baden-württembergischen Landkreis Rastatt liegenden Gemeinde Durmersheim. In Durmersheim gibt es insgesamt ein als Naturdenkmal geschütztes Objekt, das ein flächenhaftes Naturdenkmal (FND) ist.
Stand: 31. Oktober 2016.

## Flächenhafte Naturdenkmale (FND)
| Name                     | Bild | Kennung     | Einzelheiten | Position | Fläche Hektar | Datum        |
| ------------------------ | ---- | ----------- | ------------ | -------- | ------------- | ------------ |
| Röstlach                 |      | 82160090001 | Durmersheim  | ⊙        | 2,1           | 1. Sep. 1981 |
| Legende für Naturdenkmal |      |             |              |          |               |              |